# Los últimos
Los Últimos es una serie venezolana producida por la cadena Televen, hecha en formato de cine, para la televisión, siendo una propuesta visual de alta calidad y uno de los proyectos más ambiciosos de la televisión venezolana contemporánea, convirtiéndose en el programa preferido de los jóvenes venezolanos. Fue la primera serie original de la cadena.

## Elenco
- Antonieta Peña
- Leandro Arvelo
- Josué Pinilla
- David Mazzarri
- Melany Vidal
- Manuela Aguirre
- Ronnie Nordenflycht

## Producción
- Producción Ejecutiva: Juan Carlos López - Televen
- Dirección General: Alberto Arvelo